# Arthur Annesley
Pour les articles homonymes, voir Annesley.
Arthur Annesley, comte d'Anglesey est un écrivain britannique. Né le 10 juillet 1614 à Dublin, il est décédé le 6 avril 1686 à Covent Garden en Londres.

## Biographie
Annesley fit ses études à Oxford, puis à Lincoln's Inn où il apprit les lois. Il voyagea en Europe. Tour à tour royaliste et républicain, il eut une grande influence à l'époque de la restauration. 
Il fut Lord du Sceau Privé d'Angleterre de 1673 à 1682.

## Œuvres
- Histoire des troubles d'Irlande de 1641 à 1650 (England's Confusion (1659)).(perdu)
- Mémoires (1693)
- A True Account of the Whole Proceedings betwixt ... the Duke of Ormond and ... the Earl of Anglesey (1682)
- A Letter of Remarks upon Jovian (1683)
- The King's Right of Indulgence in Matters Spiritual ... asserted (1688)
- Truth Unveiled, to which is added a short Treatise on ... Transubstantiation (1676)
- The Obligation resulting from the Oath of Supremacy (1688)